# الساندرو لیویری
الساندرو لیویری (انگلیسی: Alessandro Livieri؛ زادهٔ ۲۱ ژانویهٔ ۱۹۹۷) بازیکن فوتبال است.